# Kanut
A Kanut északi germán eredetű Knud, Knut név latinosított formájából származik, jelentése: előkelő származású.

## Gyakorisága
Az 1990-es években szórványos név, a 2000-es években nem szerepel a 100 leggyakoribb férfinév között.

## Névnapok
- január 19.[2]
- július 10.[2]

## Híres Kanutok
- Nagy Kanut király
- Szent Kanut
- Kende Kanuth
- Mikosevics Kanut Emil (1860-1916) jogász, ügyvéd, Bács-Bodrog vármegye főügyésze, országgyűlési képviselője, szegedi királyi közjegyző.